# Da Chen
Da Chen (Fujian, cerca de 1962 - Temecula, 17 de dezembro de 2019) foi um escritor chinês que vive nos Estados Unidos, mais precisamente no Vale do Hudson, em Nova Iorque. Sua obra Brothers (traduzida como A Montanha e o Rio em português) foi nomeada melhor livro de 2006 pelo The Washington Post, San Francisco Chronicle, Miami Herald e Publishers' Weekly.